# Eldoret FC
El Eldoret FC fue un equipo de fútbol de Kenia que alguna vez jugó en la Liga keniata de fútbol, la liga de fútbol más importante del país.

## Historia
Fue fundado en el año 1975 en la ciudad de Eldoret con el nombre Rivatex y era el club que representaba a la Rivatex Company Ltd., empresa de manufactura textil y que llegó a jugar en la Liga keniata de fútbol por primera vez en la temporada de 1978. Cambiaron de nombre por el de Eldoret KCC en el año 1999 y descendieron de la Liga keniata de fútbol en el 2000.
En el 2001 cambiaron su nombre a Eldoret FC y más adelante cambiaron por el de Eldoret United hasta que en el 2002 en club fue expulsado de la liga por parte de la Federación de Fútbol de Kenia y posteriormente desapareciera. Llegó a ganar tres títulos de copa, dos como Rivatex y otro como Eldoret, pero nunca pudo ganar el título de liga.
A nivel internacional participó en tres torneos continentales, pero nunca pudo superar la primera ronda.

## Palmarés
- Copa de Kenia: 3

1990, 1995, 1997
- Supercopa de Kenia: 0
  - Finalista: 1

1991

## Participación en competiciones de la CAF
| Temporada | Torneo          | Ronda      | Club             | Casa | Visita | Global      |
| --------- | --------------- | ---------- | ---------------- | ---- | ------ | ----------- |
| 1991      | Recopa Africana | Preliminar | Plaisance FC     | 3-0  | 3-1    | 6-1         |
| 1991      | Recopa Africana | 1          | Power Dynamos FC | 1-0  | 2-4    | 3-4         |
| 1996      | Recopa Africana | 1          | Al Mourada       | 1-1  | 1-2    | 2-3         |
| 1998      | Recopa Africana | 1          | Costa do Sol     | 1-0  | 0-1    | 1-1 (2-4 p) |

## Jugadores destacados
| - Francis Baraza - Muchai John Nakumbuka | - Alfayo Odongo - Sammy Sholei |